# Thomas Vanek
Thomas Vanek, född 19 januari 1984 i Baden, är en österrikisk professionell ishockeyspelare som spelar för  Detroit Red Wings i NHL.
Han har tidigare spelat för Columbus Blue Jackets, Vancouver Canucks, Florida Panthers, Detroit Red Wings, Minnesota Wild, Montreal Canadiens, New York Islanders och Buffalo Sabres.
2006–07 gjorde Thomas Vanek 43 mål och 41 assist på 82 matcher för Buffalo Sabres och ledde alla spelare i NHL i +/− statistiken med +47.
1 september 2017 skrev han på ett ettårskontrakt värt 2 miljoner dollar med Vancouver Canucks. Canucks blev Vaneks sjunde NHL-klubb.
På tradefönstrets sista dag 2018, den 26 februari, skeppade Canucks iväg Vanek till Columbus Blue Jackets, hans åttonde NHL-klubb, i utbyte mot Tyler Motte och Jussi Jokinen.
Efter säsongen 2017–18 skrev han som free agent på ett ettårskontrakt värt 3 miljoner dollar med sin tidigare klubb Detroit Red Wings den 1 juli 2018.

## Statistik

### Klubbkarriär
| 1999–00    | Rochester Jr. Americans  | NAHL       | 14  | 6   | 4   | 10  | 8   | —  | —  | —  | —  | —  |
| 1999–00    | Sioux Falls Stampede     | USHL       | 35  | 15  | 18  | 33  | 12  | 3  | 0  | 1  | 1  | 8  |
| 2000–01    | Sioux Falls Stampede     | USHL       | 20  | 19  | 10  | 29  | 15  | 8  | 5  | 4  | 9  | 2  |
| 2001–02    | Sioux Falls Stampede     | USHL       | 53  | 46  | 45  | 91  | 54  | 3  | 0  | 0  | 0  | 9  |
| 2002–03    | Minnesota Golden Gophers | NCAA       | 45  | 31  | 31  | 62  | 60  | —  | —  | —  | —  | —  |
| 2003–04    | Minnesota Golden Gophers | NCAA       | 38  | 26  | 25  | 51  | 72  | —  | —  | —  | —  | —  |
| 2004–05    | Rochester Americans      | AHL        | 74  | 42  | 26  | 68  | 62  | 5  | 2  | 3  | 5  | 10 |
| 2005–06    | Buffalo Sabres           | NHL        | 81  | 25  | 23  | 48  | 72  | 10 | 2  | 0  | 2  | 6  |
| 2006–07    | Buffalo Sabres           | NHL        | 82  | 43  | 41  | 84  | 40  | 16 | 6  | 4  | 10 | 10 |
| 2007–08    | Buffalo Sabres           | NHL        | 82  | 36  | 28  | 64  | 64  | —  | —  | —  | —  | —  |
| 2008–09    | Buffalo Sabres           | NHL        | 73  | 40  | 24  | 64  | 44  | —  | —  | —  | —  | —  |
| 2009–10    | Buffalo Sabres           | NHL        | 71  | 28  | 25  | 53  | 42  | 3  | 2  | 1  | 3  | 2  |
| 2010–11    | Buffalo Sabres           | NHL        | 80  | 32  | 41  | 73  | 24  | 7  | 5  | 0  | 5  | 0  |
| 2011–12    | Buffalo Sabres           | NHL        | 78  | 26  | 35  | 61  | 52  | —  | —  | —  | —  | —  |
| 2012–13    | Graz 99ers               | EBEL       | 11  | 5   | 10  | 15  | 4   | —  | —  | —  | —  | —  |
|            | Buffalo Sabres           | NHL        | 38  | 20  | 21  | 41  | 20  | —  | —  | —  | —  | —  |
| 2013–14    | Buffalo Sabres           | NHL        | 13  | 4   | 5   | 9   | 4   | —  | —  | —  | —  | —  |
|            | New York Islanders       | NHL        | 47  | 17  | 27  | 44  | 34  | —  | —  | —  | —  | —  |
|            | Montreal Canadiens       | NHL        | 18  | 6   | 9   | 15  | 8   | 17 | 5  | 5  | 10 | 4  |
| 2014–15    | Minnesota Wild           | NHL        | 80  | 21  | 31  | 52  | 37  | 10 | 0  | 4  | 4  | 2  |
| 2015–16    | Minnesota Wild           | NHL        | 74  | 18  | 23  | 41  | 22  | —  | —  | —  | —  | —  |
| 2016–17    | Detroit Red Wings        | NHL        | 48  | 15  | 23  | 38  | 16  | —  | —  | —  | —  | —  |
|            | Florida Panthers         | NHL        | 20  | 2   | 8   | 10  | 6   | —  | —  | —  | —  | —  |
| 2017–18    | Vancouver Canucks        | NHL        | 61  | 17  | 24  | 41  | 28  | —  | —  | —  | —  | —  |
|            | Columbus Blue Jackets    | NHL        | 19  | 7   | 8   | 15  | 8   | 6  | 1  | 1  | 2  | 2  |
| 2018–19    | Detroit Red Wings        | NHL        | —   | —   | —   | —   | —   | —  | —  | —  | —  | —  |
| NHL totalt | NHL totalt               | NHL totalt | 965 | 357 | 396 | 753 | 521 | 69 | 21 | 15 | 36 | 26 |